# Martin Marinčin
Martin Marinčin (Košice, 18 febbraio 1992) è un hockeista su ghiaccio slovacco.

## Carriera
Dopo essere cresciuto nelle giovanili dell'HC Košice, nel 2010/11 ha giocato in WHL con i Prince George Cougars e in AHL con gli Oklahoma City Barons.
Nella stagione 2011/12 per un periodo ha indossato la maglia dei Regina Pats (WHL), prima di far ritorno agli Oklahoma City Barons, dove è rimasto fino al 2013/14. In seguito è approdato in NHL con gli Edmonton Oilers (2013/14, 2014/15).
In NHL ha anche giocato con i Toronto Maple Leafs dal 2015 al 2017/18, stagione in cui è passato ai Toronto Marlies (AHL).
Con la nazionale slovacca ha preso parte ai campionati mondiali nel 2014 e nel 2016 e ai Giochi olimpici invernali 2014.